# Bonani Onan
Bonani Onan is een bestuurslaag in het regentschap Humbang Hasundutan van de provincie Noord-Sumatra, Indonesië. Bonani Onan telt 1996 inwoners (volkstelling 2010).